# 小野市福祉給付制度適正化条例
小野市福祉給付制度適正化条例（おのしふくしきゅうふせいどてきせいかじょうれい）は、2013年に施行された兵庫県小野市の条例。生活保護や児童扶養手当の受給者による不正受給やギャンブル等での浪費を防止するため、市民に対して情報提供を求めることを主な内容とする。

## 条例の制定
小野市では、生活保護などの福祉給付制度による受給者がギャンブルで浪費する例があることを背景に、そのような受給者を発見した場合には市民に対し情報提供を求める条例を制定することとし、2013年3月15日の小野市議会常任委員会において全会一致で可決した。
同年3月27日の市議会では、反対票を投じた日本共産党議員1人を除く15人の議員の賛成多数により可決し、同年4月1日付で施行された。

## 条例の内容
条例では、生活保護や児童扶養手当、その他福祉制度の受給者（受給予定者を含む）について以下のことを規定している。
1. 不正な手段によって金銭給付を受けてはならないこと
2. パチンコ、公営ギャンブル、賭博、その他の遊興等に費消し、生活維持ができなくなるような事態を避けること

また条例では「地域での『見守り社会』を実現するため」として、「地域社会への協力のお願い」に以下の3点を挙げ、これを「市民及び地域社会の構成員の責務」と位置づけている。
1. 要保護者、生活困窮者に関する情報提供[2]
2. パチンコ、競輪、競馬その他の遊技、遊興、賭博等に給付金を費やし、常習的に生活困難に陥っている者の情報提供[2]
3. 偽りその他不正な手段により受給していることが疑われるケースの情報提供[2]

条例制定当時、マスメディアでは「ギャンブル禁止条例」などと報道されたが、条例の範囲はさらに幅広く、制定の目的は不正受給の防止と、受給者の「ギャンブルによる浪費」の防止という2本柱となっている。
小野市では、市民からの情報提供を精査するため、元警察官や専門家らを想定した「小野市福祉給付制度適正化推進員」が内容を調査し、市が必要に応じて指導するとした。

## 批判
この条例について、毎日新聞は「使途を具体的に規制し、通報を義務化した条例は全国でも例がなく、議論を呼んでいる」と報じた。読売新聞も「通報条例」として「見守りか監視か」と問題提起した。
また条例案に対し、兵庫県弁護士会は「差別や偏見を助長する」として反対声明を出した。条例案に反対した日本共産党は「監視社会を招くもの」と指摘した。
こうした批判に対し、小野市の蓬萊務市長は「条例案で生活保護への無関心を改めたのは大変な成果。市民は冷静で、当たり前のことだと分かっている」と主張した。市によれば、施行後の調査では市に寄せられた約2700件の意見のうち、市民からの反対意見は1%以下に留まった。また2013年5月時点で、17の自治体が小野市への視察を要望していたとしている。これらについて市長は「市民の圧倒的多数から支持されたと受け止めている」「生活保護制度について『無関心から関心へ』という効用もあった」と述べた。

## 条例制定後
2013年8月24日、小野市は市民からの情報提供件数を初めて発表した。同日時点の不適切な費消に関する情報提供は3件で、うち2件は非受給者であったが、残る1件は生活保護受給者の過度の飲酒であった（その後は生活態度が安定し、保護費支給は継続された）。

## 関連書籍
- 大山典宏『生活保護 VS 子どもの貧困』PHP研究所（PHP新書）、2013年。ISBN 9784569815459。